# Phasmatographa
Phasmatographa é um gênero de mariposa pertencente à família Acrolepiidae.